# Alexander Saipa

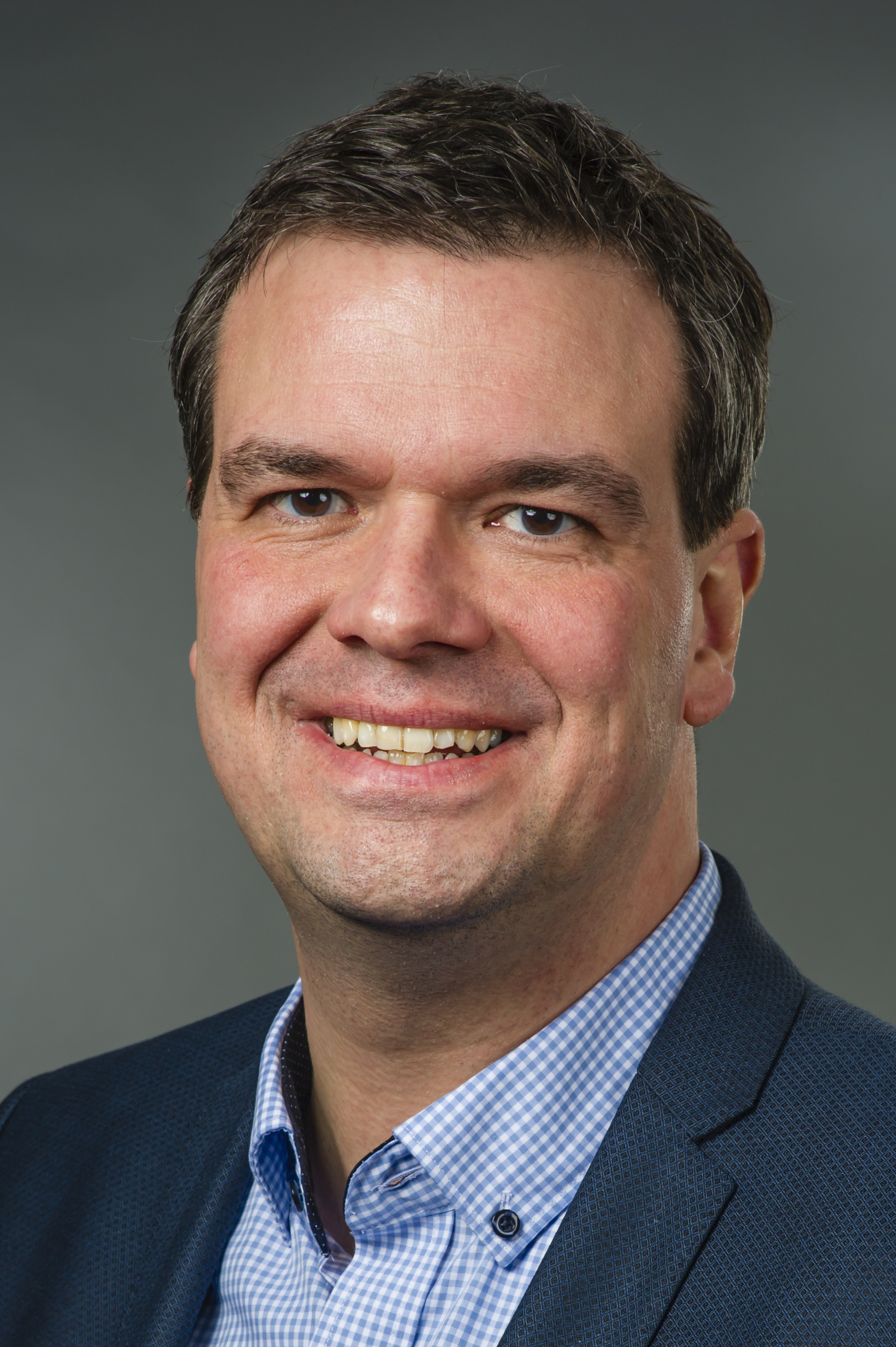
Alexander Saipa, 2018

Alexander Saipa (* 12. November 1976 in Hannover) ist ein deutscher Chemiker und Politiker (SPD). Seit November 2021 ist er Landrat des Landkreises Goslar. Zuvor war er von 2013 bis 2021 Mitglied des Niedersächsischen Landtags.

## Biografie
Alexander Saipa machte im Jahr 1996 das Abitur in Goslar, studierte anschließend von 1997 bis 2002 Chemie an der Technischen Universität Clausthal und wurde 2006 an der Universität Stuttgart promoviert. Von 2007 bis zur Wahl in den Landtag im Jahr 2013 war Saipa Leiter der Abteilung Produktsicherheit und Gefahrgutbeauftragter der Rockwood Lithium GmbH in Langelsheim.
Seit spätestens 2020 ist Saipa Lehrbeauftragter am Institut für Anorganische und Analytische Chemie der TU Clausthal. Zudem ist er im Vorstand des Harzer Tourismusverbandes.
Saipa ist Sohn von Axel Saipa, ist verheiratet und zweifacher Vater.

## Politik
Alexander Saipa ist seit 2009 Vorsitzender der SPD in Goslar und gehört für seine Partei dem dortigen Stadtrat an. Er errang bei der Landtagswahl in Niedersachsen 2013 ein Direktmandat im Landtagswahlkreis Goslar.
In den Jahren 2018 bis 2020 war er Generalsekretär der SPD Niedersachsen als Nachfolger von Detlef Tanke.
Bei der Kommunalwahl am 12. September 2021 wurde Saipa mit 53 % der Stimmen zum Landrat des Landkreises Goslar gewählt. Am 1. November 2021 trat er das Amt an und legte sein Landtagsmandat nieder. Für ihn rückte Sascha Laaken in den Landtag nach.

## Werke
- Der photoferroelektrische Effekt verschiedener Chromophore in SmC*-Phasen chiraler thermotroper Flüssigkristalle (PDF; 6,17 MB), Dissertation, Universität Stuttgart 2006 urn:nbn:de:bsz:93-opus-27287